# Atelier de fabrication de Vincennes
L'atelier de fabrication de Vincennes (AVIS) est un atelier d'état français situé à Vincennes, à la Cartoucherie.
Pendant la Première Guerre mondiale jusqu'à la guerre froide, l'atelier produit des cartouches,. Pendant l'entre-deux-guerres, il produit également des remorques légères pour l'Armée, des caisses pour camions ateliers militaires, ainsi que des tourelles et des blindages pour automitrailleuses (Laffly 80 AM, Panhard 165/175, AMR 33 et AMR 35).
Les bâtiments de l'atelier sont aujourd'hui utilisé comme théâtres.